# Dmitri Balandin
Dmitri Igorevich Balandin (en kazajo: Дмитрий Игоревич Баландин; Almaty, 4 de abril de 1995) es un deportista kazajo que compite en natación.
Participó en dos Juegos Olímpicos de Verano, en los años 2016 y 2020, obteniendo una medalla de oro en Río de Janeiro 2016, en la prueba de 200 m braza.
Estudió Cultura Física y Deportes en la Universidad Nacional de Kazajistán Al-Farabi.

## Palmarés internacional
| Juegos Olímpicos | Juegos Olímpicos        | Juegos Olímpicos | Juegos Olímpicos |
| Año              | Lugar                   | Medalla          | Prueba           |
| ---------------- | ----------------------- | ---------------- | ---------------- |
| 2016             | Río de Janeiro (Brasil) | Medalla de oro   | 200 m braza      |